# Hovedvagtsgade
Hovedvagtsgade er en gade i Indre By i København, der går fra Kongens Nytorv til Ny Østergade. Gaden blev navngivet i 1874 efter den militære hovedvagt, der lå hvor gaden nu munder ud i Kongens Nytorv.

## Historie
Hovedvagten blev opført af Elias David Häusser for kong Frederik 4. i 1723. Den havde vagtlokale for en afdeling infanterister i stueetagen og kontor og arrest ovenpå. På taget var der en sejrsfronton til ære for kongen. Foran på torvet stod vagtens geværer og tre kanoner, der var indhegnet af et rødt rækværk. Kanonerne blev kaldt for Abraham, Isak og Jakob af folkeviddet. Omkring 1800 blev bygningen udvidet med en kvist med byens første offentlige ur. I 1830 blev bygningen forhøjet med en ekstra etage. Da København ophørte med at være en fæstningsby i 1857, blev bygningen imidlertid overflødig. Den fik dog lov at stå, indtil den blev revet ned i 1872-1873, hvorefter soldaterne flyttede til Kastellet.
I nærheden af torvet lå den berygtede Peder Madsens Gang, hvor en sanering længe havde trængt sig på. I 1872 blev Det Kjøbenhavnske Bygge-Selskab stiftet med henblik på saneringen og anlæggelsen af Ny Østergade i stedet for. Den samtidige afvikling af Hovedvagten gjorde det imidlertid oplagt for selskabet også at anlægge Hovedvagtsgade på tværs fra torvet til Ny Østergade. Til det formål købte selskabet forskellige ejendomme i området, heriblandt Hotel d’Angleterre, hvis have måtte lade livet til fordel for gade og nye bygninger. Hotellet selv blev revet ned og erstattet af et nyt, der fik en ekstra fløj langs med den sydlige side af Hovedvagtsgade.
På den nordlige side af den nye gade forsvandt udover haven også den lille gade Bag Hovedvagten. I stedet anlagdes en række hvide etageejendomme. De blev alle tegnet af Ludvig Fenger, der lagde vægt på, at de skulle fremtræde som en arkitektonisk helhed. Den flittige brug af stuk gør det desuden tydeligt, at selskabets bygningskyndige rådgiver Ferdinand Meldahl var stærkt inspireret af Napoleon 3.'s Paris.

## Bygninger
Den femetages hjørneejendom Hovedvagtsgade 2 / Kongens Nytorv 30 fra 1875 ligger nærmest som et strygejern mellem Hovedvagtsgade og Ny Adelgade. På hjørnet ud mod torvet er bygningen forhøjet med et lille tårn med ure i. Over alle vinduerne på anden sal er der relieffer med ansigter af guder og gudinde omgivet af blomster. Flere steder på 1. og 3. sal var der oprindeligt store altaner, men de blev fjernet. De blev imidlertid genskabt, da facaden blev renoveret i 2017 for at bringe den tættere på dens oprindelige udseende. Desuden blev der lavet et nyt indgangsparti til Sydbanks filial på hjørnet.
Nr. 4 blev opført i 1879, mens nr. 6 blev opført i 1872-1876. I begge tilfælde er der tale om femetages bygninger, hvis facader er flittigt udsmykket med stuk og flere pilastre Desuden fortsætter konceptet med gudehoveder og blomsterudsmykning under vinduerne på 2. sal fra nr. 2.
Den femetages hjørneejendom Hovedvagtsgade 8 / Ny Østergade 8 blev opført i 1875. Her er der ingen gudehoveder, men konceptet med skiftevis halvbuede og trekantede frontoner over vinduerne på 2. sal går igen ligesom på de andre bygninger. På hjørnet er der pilastre og en lille tårnagtig forhøjning, der er udsmykket med diverse stuk. Oprindeligt var der også støbejernsaltaner på hjørnet af 1. og 3. sal, men de blev fjernet. I stueetagen ligger den legendariske Café Victor, der har holdt til der siden 1981.
På den sydlige side af gaden ligger Hotel d’Angleterre. Hotelvirksomheden på stedet går tilbage til 1795, men den nuværende bygning blev opført i 1872-1874 i forbindelse med anlæggelsen af Hovedvagtsgade. Den blev opført af Vilhelm Dahlerup og Georg E.W. Møller og blev udformet med en forholdsvis smal hovedfløj mod Kongens Nytorv og en lang sidefløj mod Hovedvagtsgade. Hotellet blev ramt af en omfattende brand i 1915 men blev restaureret og forhøjet med en etage af Phillip Smidth og Nicolai Hansen. Samtidigt blev den oprindelige række butikker i stueetagen erstattet af en restaurant. Det nuværende hotel har i øvrigt siden opførelsen været et luksushotel med en lang række kendte gæster i tidens løb.